# Palais Meran

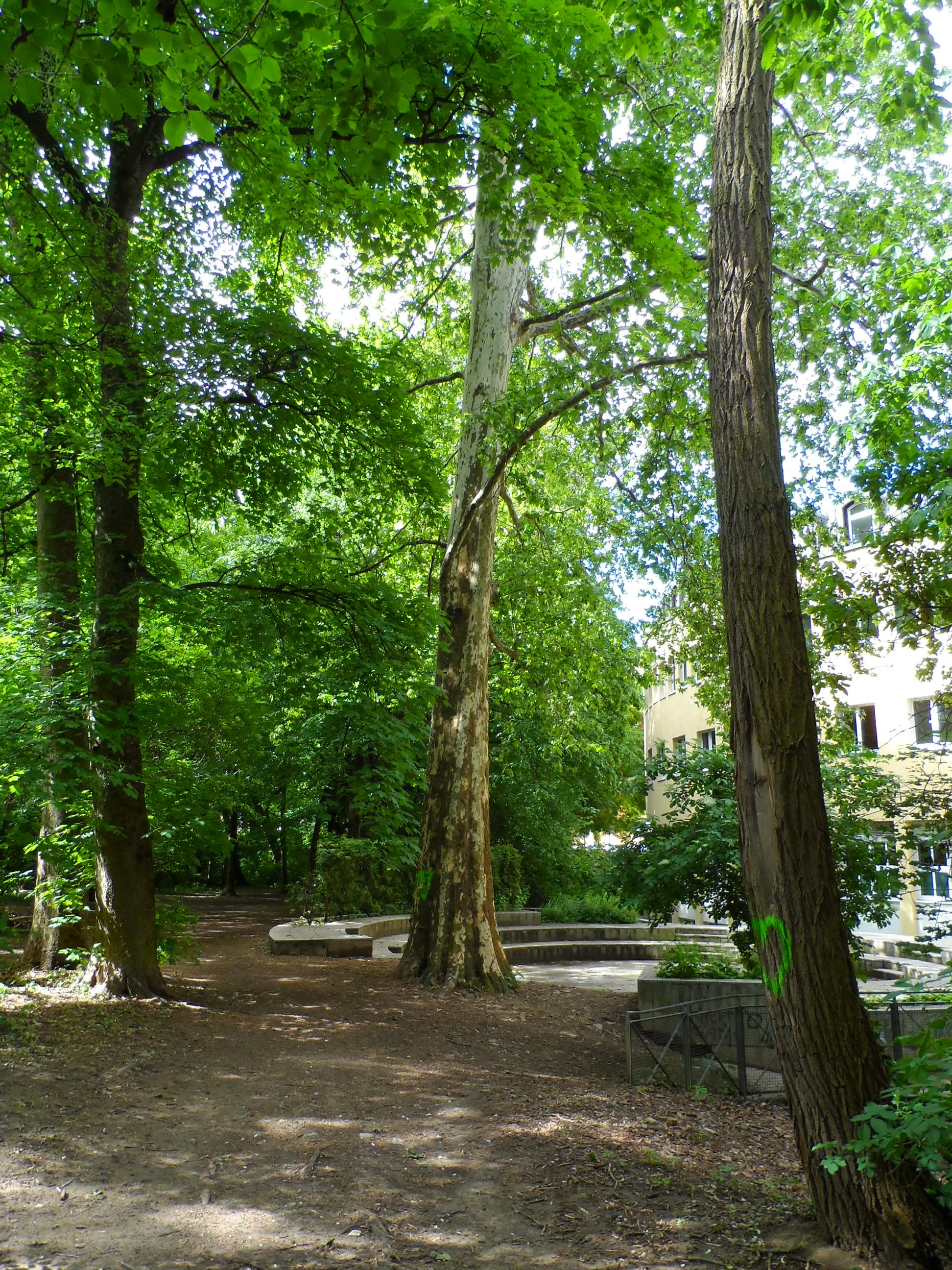
Amphithéâtre dans le parc de Meran

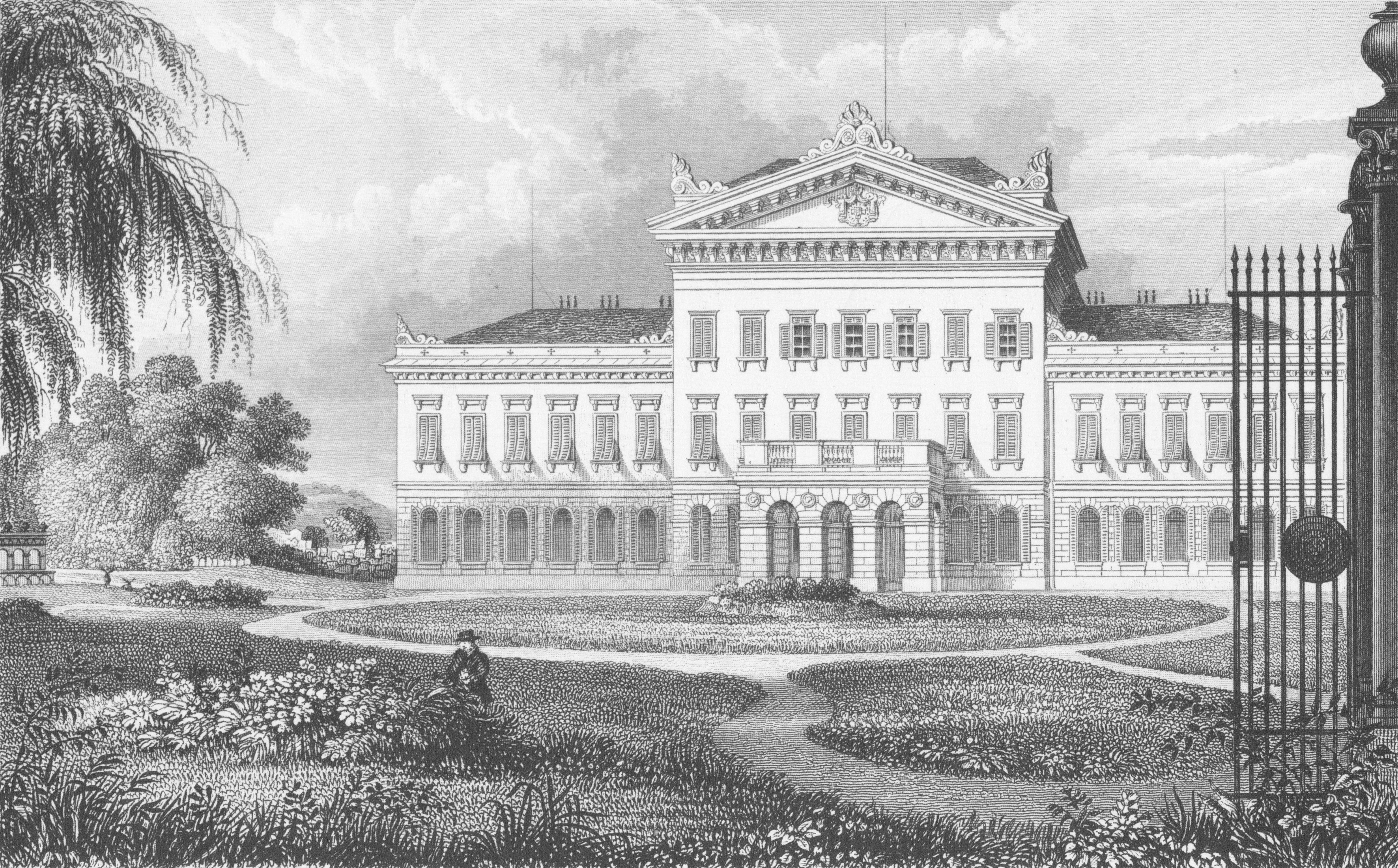
Gravure sur acier originale par Conrad Kreuzer

Le Palais Meran est un ancien palais de Graz situé dans le deuxième arrondissement de St. Leonhard.

## Histoire
Le palais a été construit de 1841 à 1843 par le maître d'œuvre Georg Hauberrisser comme palais résidentiel de l'archiduc Johann . La maison est entourée d'un grand parc et a été construite sur le terrain d'une ancienne ferme. L'archiduc fit relever la propriété de sa servitude en 1834 et mourut au Palais Meran le 11 Mai 1859 . Il a été nommé d'après son fils le comte Franz von Meran, qui a reçu ce titre en 1844.
Après l'ajout de l'aile nord en 1880, la grande structure a été agrandie en 1939 et 1963. L'Université de musique et des arts du spectacle de Graz est dans les locaux depuis 1963.

## Architecture
Le palais a été construit dans le style du classicisme tardif.

## Littérature
- Graz, 1979 (ISBN 3-7031-0475-9)